# Giuseppe Mosca
Giuseppe Mosca, italijanski operni skladatelj, * 1772, Neapelj, Italija, † 14. september 1839, Messina, Italija.
Večinoma je pisal komične opere, kar nekaj besedil mu je spisal Gaetano Rossi. Tudi njegov brat, Luigi Mosca, je bil skladatelj.

## Opere
- Silvia e Nardone (1791)
- Prebrisana vdova (1796)
- Il folletto (1797)
- Chi si contenta gode (1798)
- Ifigenija na Aulidi (1799)
- La gabbia dei matti (1799)
- L'apparenza inganna (1799)
- Rinaldo in Armida (1799)
- Amore e dovere (1799)
- Le gare tra Velafico e Limella per servire i loro padroni (1800)
- La gastalda ed il lacchè (1800)
- La vipera ha beccato i ciarlatani (1801)
- Il sedicente filosofo (1801)
- Ginevra di Scozia ali Ariodante (1802)
- La fortunata combinazione (1802)
- La prova d'amore (1802)
- Emira in Conalla (1803)
- Sesostri (Le feste d'Iside) (1803)
- Chi vuol troppo veder diventa cieco ali Mariti gelosi (1803)
- Monsieur de Montanciel ali L'albergo magico (1810)
- I pretendenti delusi ali Con amore non si scherza (1811)
- I tre mariti (1811)
- Lažnivi Stanislav, poljski kralj (1812)
- Gli amori e l'armi (1812)
- La diligenza a Joigni ali Il collaterale (1813)
- Don Gregorio in imbarazzo (1813)
- Avviso al pubblico ali La gazzetta (Il matrimonio per concorso) (1814)
- Il fanatico per l'Olanda (1814)
- I viaggiatori ali Il negoziante pesarese (1814)
- Il disperato per eccesso di buon cuore ali Don Desiderio (1816)
- La gioventù di Enrico V (1817)
- Attila v Aquileji ali Il trionfo del re dei Franchi (1818)
- I due fratelli fuorusciti ali Li giudici senza dottrina (1819)
- La dama locandiera ali L'albergo de' Pitocchi (1821)
- La sciocca per astuzia (1821)
- Federico II, pruski kralj (1824)
- L'abate de l'Epée (1826)
- I gelosi bruciati